# Trolejbusová doprava v Praze
Trolejbusová doprava v Praze je trolejbusový systém pražské městské hromadné dopravy, který provozuje Dopravní podnik hl. m. Prahy.
Původní rozsáhlá síť trolejbusové dopravy v Praze byla provozována mezi lety 1936 a 1972, kdy se jednalo o první moderní trolejbusový provoz v Československu. O obnově trolejbusové sítě se uvažovalo několikrát, ale teprve v říjnu 2017 byl zahájen zkušební provoz jeden kilometr dlouhé trolejbusové tratě v Prosecké ulici, kterou využíval jeden hybridní trolejbus jezdící v trase Palmovka–Letňany. Plnohodnotný trolejbusový provoz zajišťovaný hybridními (parciálními) trolejbusy byl zahájen počátkem roku 2024. Od února 2024 je provozována trolejbusová linka 58 v úseku Palmovka – Letňany – Čakovice – Miškovice a od března 2024 také linka 59 v úseku Nádraží Veleslavín – Letiště.

## Historický provoz (1936–1972)

### První projekty
Nejstarší zmínka o možnosti provozu trolejbusů v Praze se objevila již v listopadu 1901, kdy firma Ganz nabídla Elektrickým podnikům královského hlavního města Prahy zavedení trolejbusů. Elektrické podniky však nabídku zamítly, protože se v té době zaměřily na provoz a vznik nových tramvajových tratí.
Další úvahy o zavedení trolejbusů se objevily mezi lety 1927 a 1928. Hotovy již byly i studie a firmy už se nabízely, že prodají Praze vozy. Byly to anglické firmy Ransomes, Sims & Jefferies a Garret & Sons, německá firma AEG a česká firma ASAP. Projekt byl tehdy opět odložen, tentokrát z důvodu koncepční nepřipravenosti na straně města.

### Zahájení provozu a první polovina 20. století

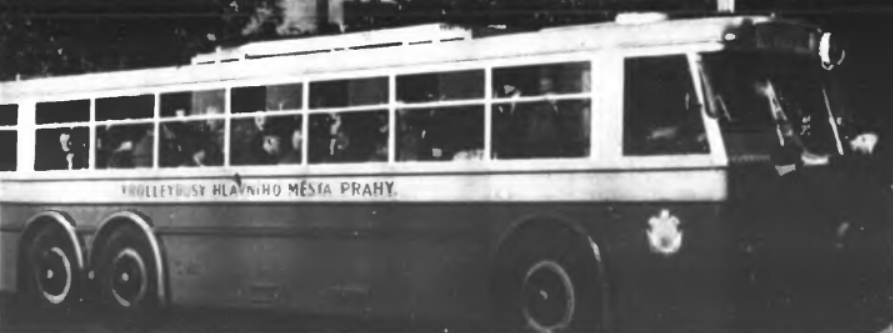
Trolejbus Tatra 86 v Praze (1936)

V roce 1934 vznikl návrh tratě Hanspaulka–Ořechovka. Vedení tratě bylo později upřesněno na úsek Sv. Matěj–Vozovna Střešovice. Brzy poté byl vypracován projekt a ten byl v roce 1935 schválen městem i ministerstvem železnic. 
Před zprovozněním prvního úseku mezi vozovnou Střešovice a kostelem svatého Matěje na Hanspaulce však probíhal neobvykle dlouho zkušební provoz o délce téměř tři měsíců v létě 1936. Slavnostní otevření dráhy se konalo 28. srpna za účasti primátora Karla Baxy a pravidelný provoz byl zahájen 29. srpna 1936. První trať měla délku 3,5 km a trolejbusu trvalo její projetí z jedné konečné na druhou 13 minut. Tento provoz se velmi osvědčil, a tak se přistoupilo k zavedení další linky, která měla spojovat Anděl s Walterovou továrnou v Jinonicích přes Santošku a Malvazinky.

### Poválečný rozvoj

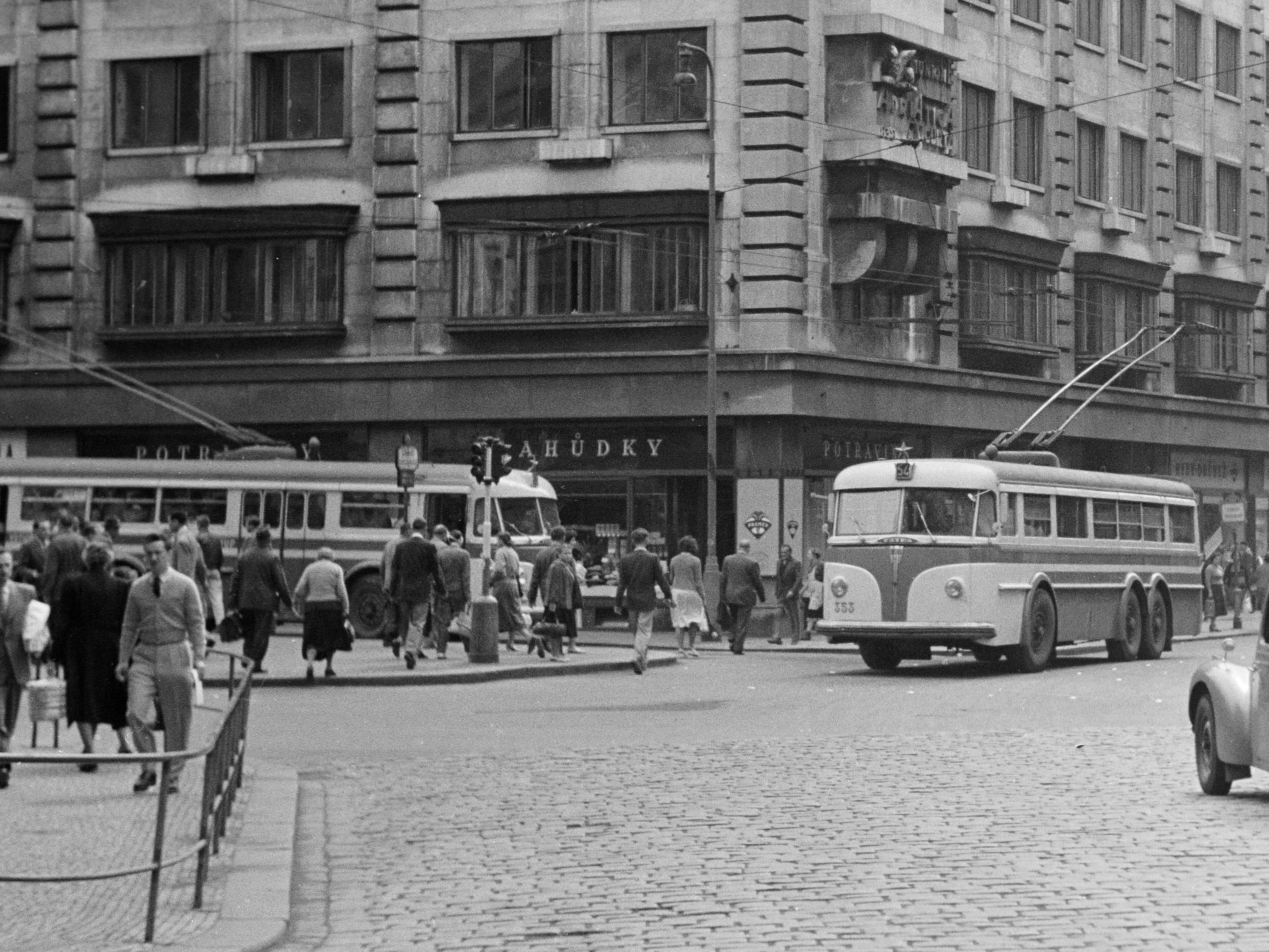
Trolejbusy Tatra 400 linky 54 na Jungmannově náměstí, 1956

Brzy po osvobození Československa se vedle autobusového podařilo obnovit v potřebných mezích i trolejbusový provoz. V rámci koncepce s názvem Generální návrh trolejbusové sítě, podle níž mělo být odlehčeno tramvajové dopravě, byla linka končící u Anděla prodloužena do centra města. Změnilo se i označení linek: z písmen (K a W) se přešlo na číselnou řadu 50 až 60. Nové dopravní spojení Smíchova s Václavským náměstím se ukázalo jako velmi využívané; trolejbusy byly brzy přeplněné. K původním tak musely být přidány další posilové linky ve stejném směru. Od roku 1948 byl zprovozněn i úsek na Strahovský stadion, kde vozidla zdolávala velké stoupání nevhodné pro provoz tramvají nebo autobusů.
Mezi lety 1949 a 1954 pak vznikla naprostá většina tehdejší trolejbusové sítě. Stavělo se na Vinohradech, Žižkově či v Bubenči, dodáváno bylo mnoho nových vozů, hlavně pak z tehdejšího podniku Vagónka Tatra Smíchov (později ČKD – vozy typu Tatra 400). Na plán odlehčení tramvajové dopravy navázal Výhledový plán Dopravního podniku hl. m. Prahy do roku 1960 (tedy pro první dvě pětiletky), podle nějž mělo dojít k obsluze i obcí mimo Velkou Prahu trolejbusovými linkami. Vznikla tak například trolejbusová trať Libeň (U Kříže)–Prosek–Letňany–Čakovice (továrna Avia) nebo trať Smíchov (Na Újezdě)–Velká Chuchle, kde se uvažovalo ještě o prodloužení do Zbraslavi a tímto směrem také směřoval krátký úsek kusé trolejové tratě od konečné v Chuchli. Plán zmiňoval i např. linku na Petříně. Ale už kolem roku 1954 se stavby dalších nových úseků začaly dostávat do skluzu, některé byly přímo zastaveny. Na vině byla jednak nepřipravenost silničních komunikací, jednak nedostatečné kapacity měníren pro napájení sítě.
Maximálního rozsahu, celkové délky 56,876 km, tak dosáhla pražská trolejbusová síť v březnu 1959.

### Postupný zánik pražských trolejbusů

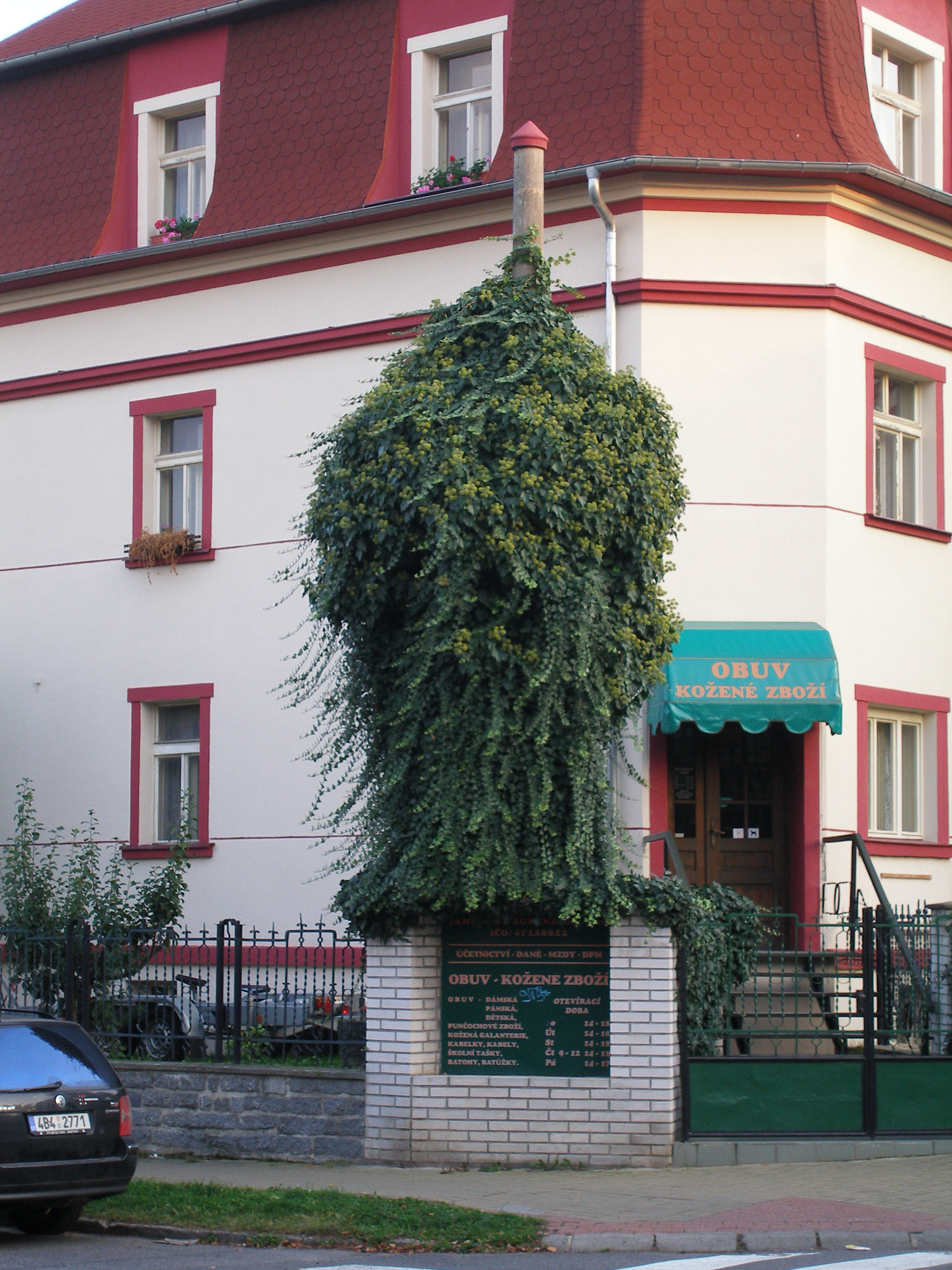
Pozůstatek po trolejbusovém provozu v pražských Letňanech

Už v roce 1959 byla zrušena (a nahrazena autobusy) nejstarší trať v síti, Střešovice–Hanspaulka. Podobný osud pak brzo dostihl i rozestavěné trolejbusové trati, zatímco existující trati byly stále opotřebovanější. Na počátku 60. let se také rozběhly rozsáhlé rekonstrukce silniční sítě na území Prahy, kvůli kterým bylo několik trolejbusových tratí dočasně uzavřeno. Zastarávala i vozidla, protože výroba trolejbusů Tatra byla zrušena a nové trolejbusy Škoda 9Tr nebyly do Prahy vůbec objednány. Podíl trolejbusů na celkové dopravě tak klesal ve prospěch autobusové dopravy, kterou postupně ovládly moderní autobusy Karosa ŠM 11 jezdící na levnější naftu ze sovětské ropy, což se ukázalo dalším důvodem pro zrušení celého trolejbusového provozu.
Budování sítí metra navíc přineslo novou koncepci MHD, která za páteř považovala podzemní dráhu, doplněnou tramvajemi a autobusy – s trolejbusy už tedy nepočítala.
Trolejbusový provoz v Praze tak skončil v noci z 15. na 16. října 1972, kdy se nedlouho po půlnoci vrátil do vozovny poslední trolejbus.

### Jízdenky a jízdné

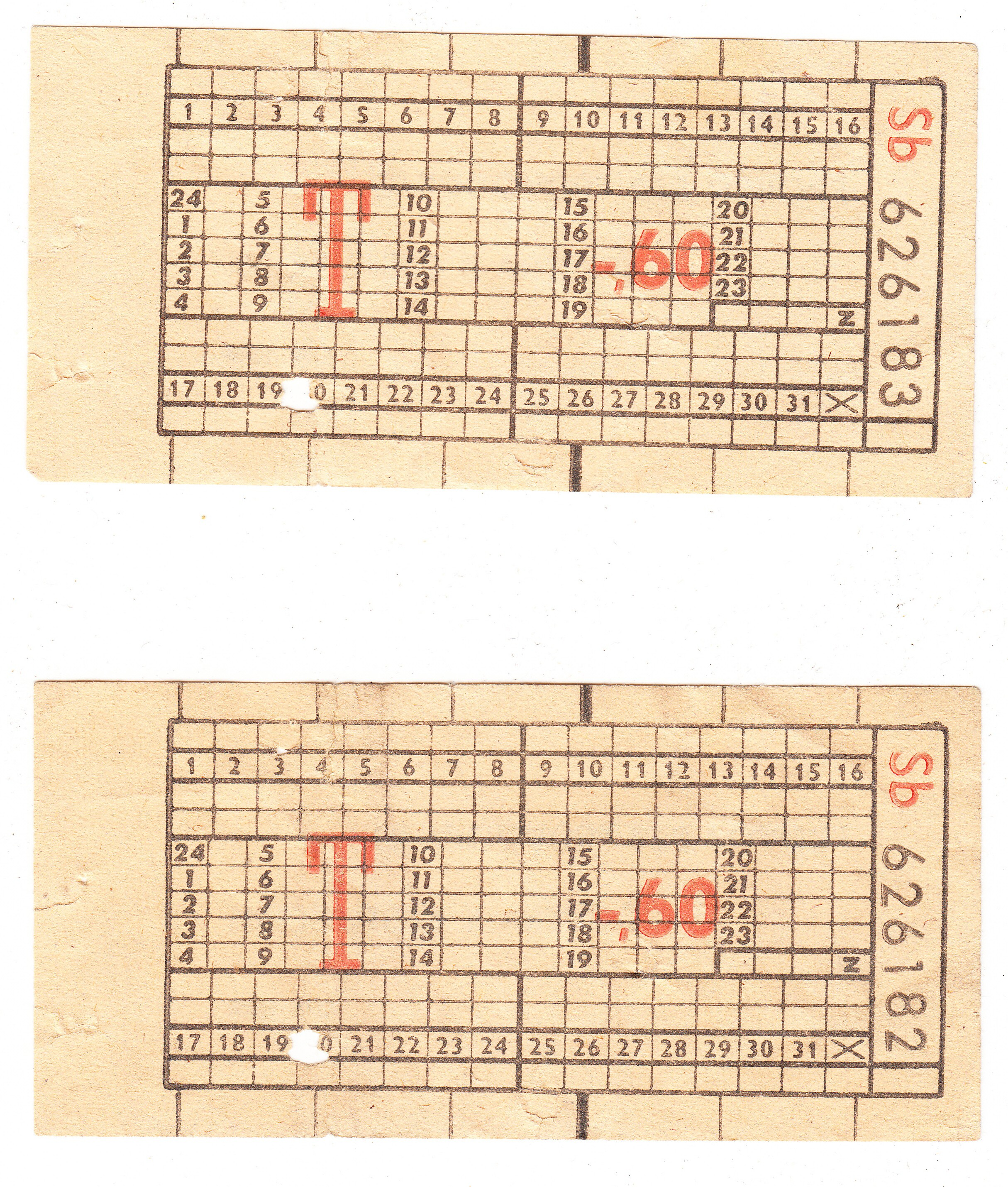
Pražské trolejbusové jízdenky z doby kolem roku 1965

Od zahájení provozu trolejbusů v Praze byl tarif trolejbusů úzce svázán s tarifem tramvají, ale až do 31. prosince 1951, kdy byl tarif sjednocen, vykazoval řadu specifik. Na prvních dvou linkách bylo jízdné pouze pro jízdu jednou trolejbusovou linkou nebo kombinované jízdné s tramvají. Jízdenky trolejbusů byly od začátku shodné s jízdenkami tramvajovými. Později byly trolejbusové jízdenky označené šikmým barevným pruhem a byly označeny písmenem T (tramvaje měly označení D).
- Jednoduché jízdné: Jízdenky tohoto typu byly prodávány pouze ve vozech trolejbusů a neumožňovaly přestup na tramvaje. Jízdné bylo pásmové, například linka W byla rozdělena na 4 pásma. Možnost přestupu mezi trolejbusy na tyto jízdenky byla umožněna až od 1. října 1948.
- Přestupný tarif trolejbus/tramvaj: Tento tarif byl platný pouze na místech, kde byla zrušena tramvajová trať a byla nahrazena trolejbusy.

### Vozový park

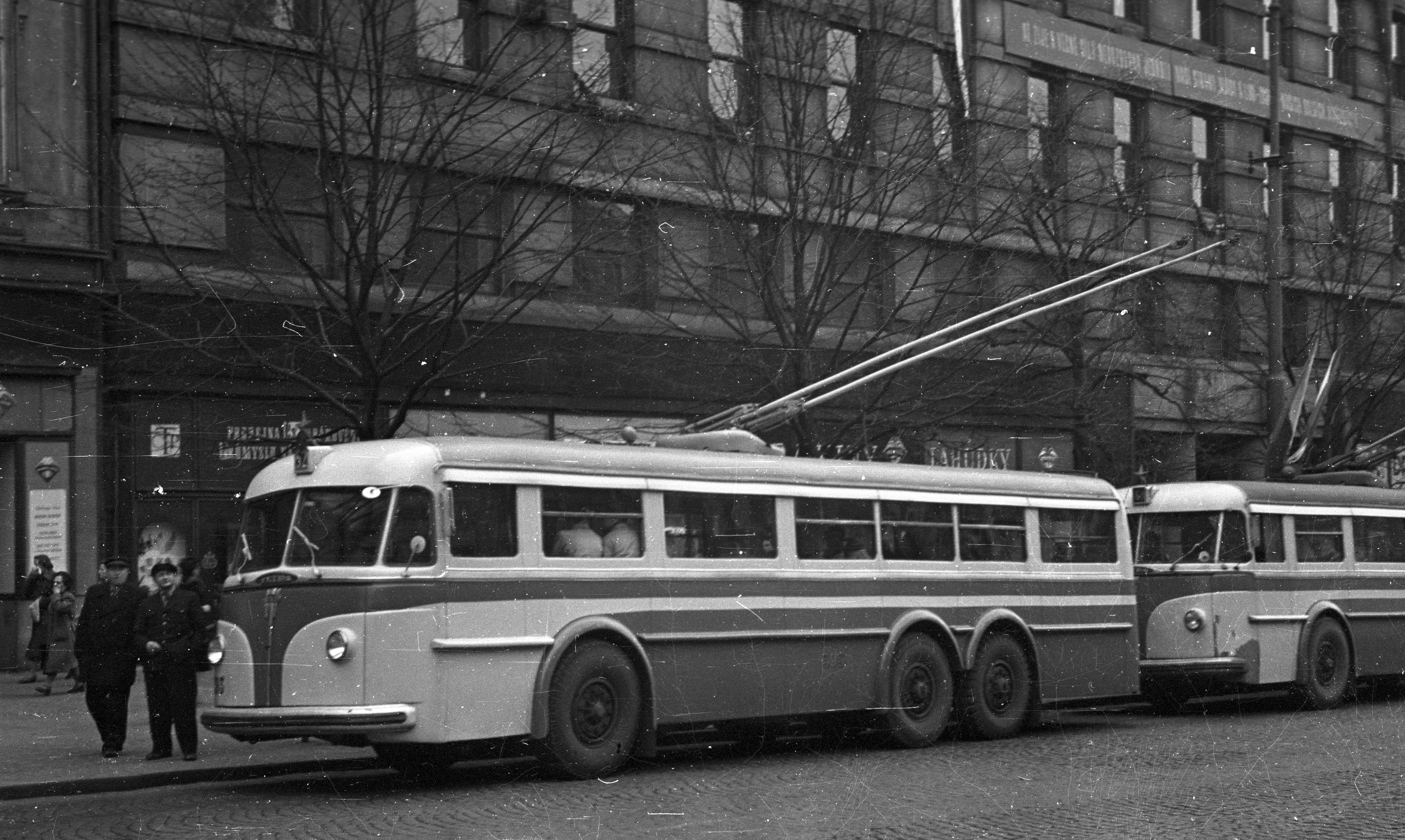
Tatra 400 na Václavském náměstí, 1956

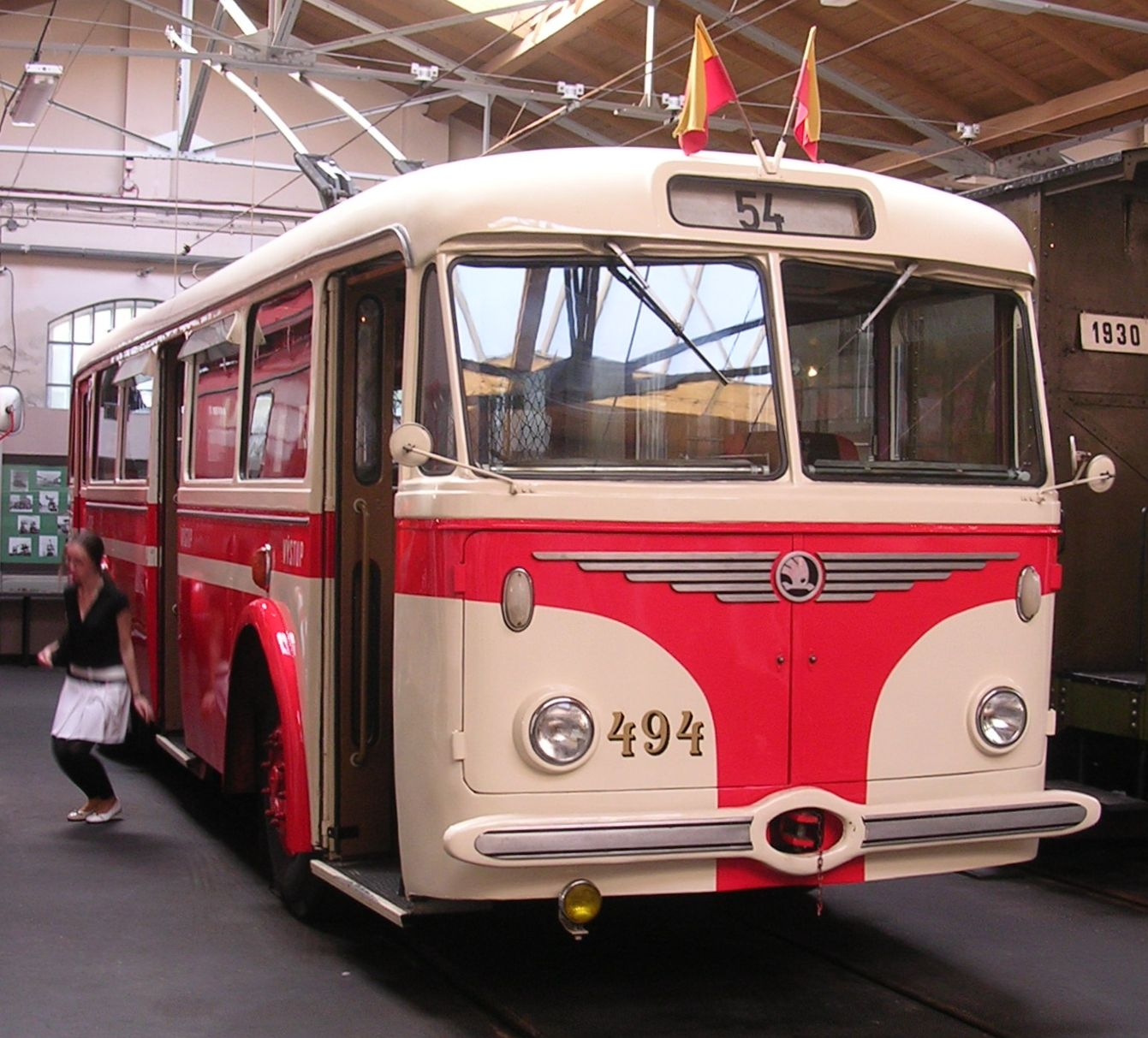
Škoda 8Tr

Po celou dobu provozu trolejbusů v Praze zde jezdily pouze vozy československých značek. Byly to trolejbusy vyrobené společnostmi Škoda, Tatra a Praga.
- Škoda 1Tr (prototyp) – Vůz tohoto typu se v Praze objevil v roce 1936 a vyřazen byl v roce 1956.
- Tatra 86 (prototyp) – Tento vůz byl zařazen do provozu v roce 1936 a z provozu vyřazen pro značnou poruchovost již v roce 1938. Další vozy tohoto typu byly zařazeny do pravidelného provozu o dva roky později, vyřazeny pak roku 1953, nebyly však sešrotovány, ale odprodány Dopravnímu podniku města Pardubice. V Praze celkem jezdilo 6 trolejbusů Tatra T 86.
- Praga TOT – Prototyp tohoto typu trolejbusu byl zařazen do provozu v roce 1936 a z provozu byl vyřazen jako poslední z prvních trolejbusů v roce 1959. V roce 1939 byl přestavěn pro pravostranný provoz. Další trolejbusy typu Praga TOT byly do provozu zařazeny v letech 1937 až 1939 a poslední z nich vyřazeny v roce 1961. Celkem (včetně prototypu) bylo do Prahy dodáno 12 těchto vozidel.
- Škoda 2Tr – Trolejbusy tohoto typu byly dány do provozu v letech 1938 a 1939. Vyřazeny byly v roce 1953, kdy byly prodány do Plzně. Všech 5 vyrobených trolejbusů 2Tr jezdilo v Praze.
- Tatra 400 – Trolejbus T 400 se stal nejvíce zastoupeným typem trolejbusů v Praze. Dodáno jich bylo celkem 136 kusů, k nimž se musí přičíst dalších 8 vozů, které byly zakoupeny jako ojeté z Mostu.
  - Série I.A, I.B, II.A a II.B – První vozy tohoto typu byly zařazeny do provozu v roce 1948 a poslední byly vyřazeny roku 1968. Série I. se lišila od série II. pouze v detailech. Rekonstrukce série II.B proběhla v roce 1956 a měla přiblížit tento typ parametrům připravovaného vozu T 401. Vůz dostal nový motor a byl určen ke zkouškám před nákupem vozů Tatra 401 a Škoda 9Tr.
  - Série III.A a III.B byly dány do provozu v roce 1953 a vyřazeny roku 1972. Tyto vozy obsahovaly konstrukční změny oproti předchozím řadám, jednalo se o úpravy čistě technického rázu, na základě zkušeností s vozy již osvědčenými.
  - Realizován byla rovněž i prototyp IV. série, který poprvé vyjel na pražské ulice v roce 1955 a vyřazen z provozu byl v roce 1968. Oproti III. sérii měl tento vůz zlepšené jízdní vlastnosti a nové odpružení a tlumiče a zásluhou toho se zvýšil komfort pro cestující.
- Tatra 401 (prototyp) – Tento trolejbus byl zařazen do provozu v roce 1958 a vyřazen o tři roky později.
- Škoda 8Tr – Tento typ trolejbusů byl dán do provozu jako poslední v roce 1960, vyřazen pak byl s definitivním zánikem trolejbusové dopravy v metropoli v roce 1972. Celkem bylo do Prahy dodáno 35 vozů 8Tr.

### Vozovny a dílny
- Vozovna Střešovice: Postavena v roce 1909 pro tramvaje. Trolejbusy zde byly deponovány mezi roky 1936 a 1959. Trolejbusy zde měly vyhrazena místa k stání v první lodi, na místě zrušených kolejí 1 a 2. Provoz zde byl současně s tramvajemi. Dnes je vozovna Střešovice využívána jako Muzeum MHD.
- Vozovna Smíchov (dnešní ulice Na Valentince): Vozovna byla postavena v roce 1915 pro tramvaje. Jejich provoz zde byl zrušen v roce 1937. Provoz trolejbusů zde byl od roku 1939 do roku 1972. Tato vozovna byla nejdéle sloužícím objektem pro deponování trolejbusů. Dnes slouží k jiným účelům.
- Vozovna Královské Vinohrady: Postavena v roce 1897 pro tramvaje. Jejich provoz zde byl ukončen v roce 1934. Trolejbusy odtud jezdily v letech 1949 až 1955. Provoz zde byl ukončen, protože vznikly Garáže Vršovice.
- Vozovna Libeň: Postavena v roce 1896 pro Křižíkovu trať Praha – Libeň – Vysočany. Provoz tramvají byl zrušen v roce 1951 a provoz trolejbusů zde byl zahájen již v roce 1952 a zrušen byl v roce 1965.
- Vozovna Vršovice: Postaveny v roce 1955 pro trolejbusy jako jediné garáže určené speciálně pro trolejbusy. Byly to dvoulodní garáže dlouhé 118,4 m. Provoz trolejbusů byl zde ukončen v roce 1968. Po trolejbusech odsud jezdily autobusy, které tam jsou dodnes deponovány.
- Vozovna Dejvice: Postaveny v roce 1932 pro autobusy. Trolejbusy zde byly od roku 1953 do roku 1959 souběžně s autobusy. V těchto garážích se prováděla Těžká údržba trolejbusů a Generální opravy trolejbusů. Od roku 1955 zde byla i lakovna trolejbusů.
- Vozovna Košíře: Postavena v roce 1902 pro tramvaje, které odtud jezdily do roku 1937. Trolejbusy zde jezdily mezi roky 1958 a 1972. Prováděla se zde Těžká údržba trolejbusů a Generální opravy trolejbusů.

### Pomníky pražským trolejbusům

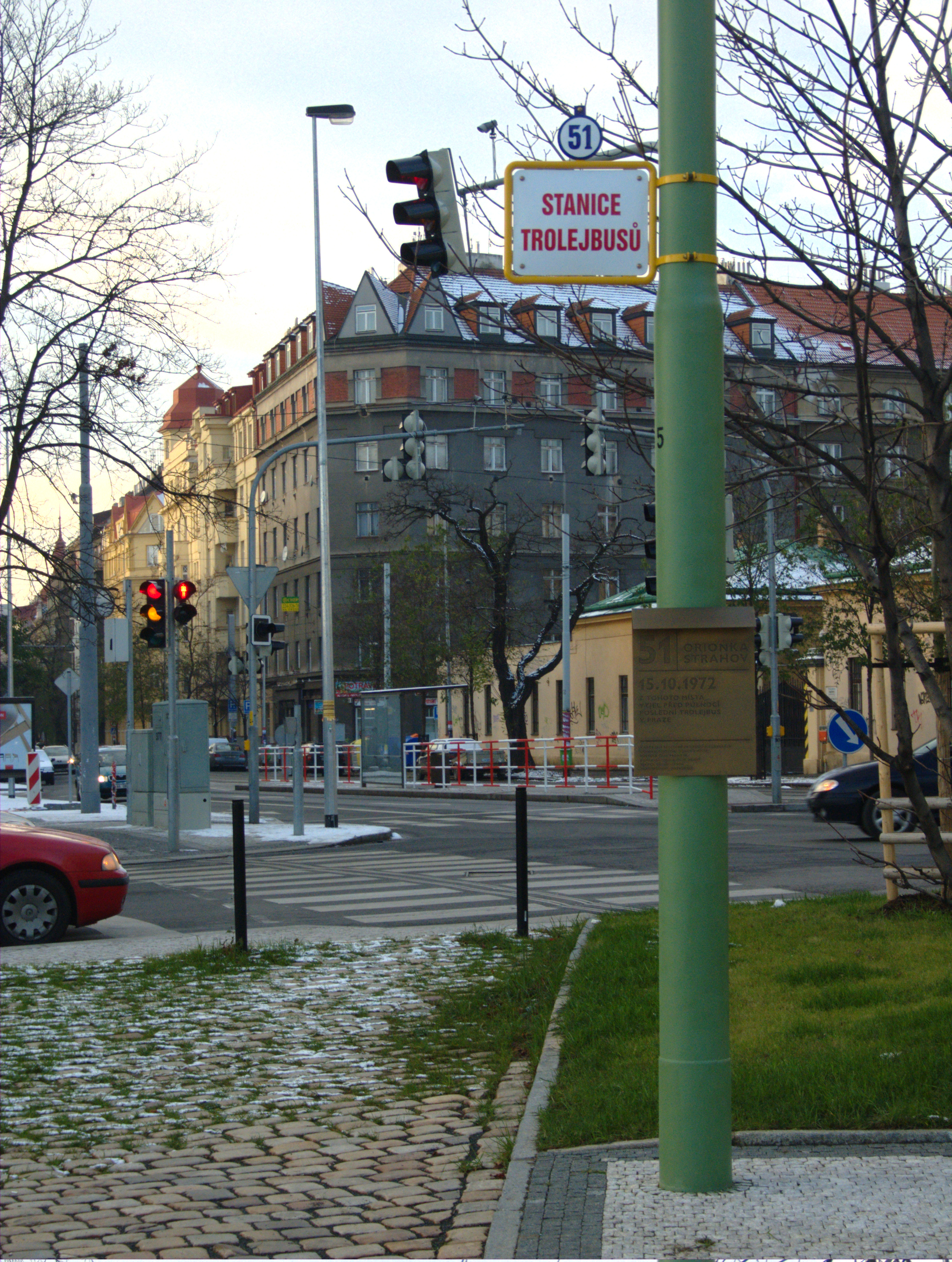
Pomník ve formě zastávky v bývalé smyčce Orionka

Při příležitosti 50. výročí ukončení provozu první trolejbusové trati v Praze (Svatý Matěj – Vozovna Střešovice) byl v červenci 2009 v Dejvicích v Šárecké ulici poblíž domu čo. 38 instalován památník pražským trolejbusům. Je tvořen dvěma původními renovovanými sloupy a nově zavěšeným převěsem s krátkou částí trolejového vedení.
Dne 8. října 2010 byl odhalen pomník na místě bývalé trolejbusové smyčky Orionka, odkud do 15. října 1972 jezdila poslední pražská trolejbusová linka č. 51. V parčíku u křižovatky ulic Korunní a Benešovské byly na místě zachované původní konečné (dosud vydlážděné kočičími hlavami) nainstalovány čtyři zrenovované historické sloupy (tři z roku 1939 z Peroutkovy ulice z trolejbusové trati do Jinonic a jeden poválečný tramvajový, který však trolejbusy také využívaly), dvě pole trolejového vedení (přibližně 20 m), označník zastávky a pamětní deska. Pomník byl vybudován díky iniciativě městské části Prahy 10, která pro tento účel přispěla částkou 200 000 Kč, většinu však financovala developerská firma Sekyra Group, která staví přilehlý bytový komplex. Při slavnostním odhalení pomníku účinkoval pražský historický trolejbus Škoda 8Tr z Muzea městské hromadné dopravy.

## Snahy o znovuzavedení trolejbusů
První úvahy o znovuzavedení trolejbusové dopravy v hlavním městě se objevily již v roce 1979, další studie byly vypracovány v letech 1981 (tratě na sídliště Barrandov), 1982 (trolejbusové tratě jako napáječe linek metra C a A) a v polovině 80. let (mj. trať Praha – Kladno). Největšího rozpracování se dočkaly a tedy nejblíže realizaci byly projekty z přelomu 80. a 90. let, a to zejména projekt trolejbusové sítě v Severním Městě, jejíž studii vypracoval Metroprojekt v květnu 1989. V roce 1990 bylo počítáno s výstavbou celé sítě najednou, nakonec bylo rozhodnuto rozdělit stavbu na dvě etapy: V letech 1993 až 1995 měly být zprovozněny tratě na východě Severního Města v úsecích Českomoravská – Lovosická a Palmovka – Letňany – Čakovice, Avia. Zde mělo být v provozu pět (později šest) linek, ve stavu mělo být 16 sólo a 38 článkových trolejbusů. Vozovna byla plánována severně od autobusových garáží Klíčov. Náklady na tuto první etapu byly vyčísleny na 793 milionů Kčs. O povolení ke stavbě bylo zažádáno 1. října 1991. Stavba druhé etapy (Střížkov – Kobylisy – Bohnice – Čimice) v té době zatím nedošla ani do stadia příprav.
Na konci roku 1990 byly také zahájeny první kroky k obnově trolejbusového provozu v oblasti Prahy 5 – Smíchova, Košíř, Jinonic a také Strahova, spojeného tratí po Jiráskově mostě s Karlovým náměstím. Jako první měla být postavena trať Anděl – Malvazinky – Jinonice, která měla stát cca 90 milionů Kčs. Vozovna měla být postavena poblíž jinonického Motorletu, do jejího dokončení měla být provizorně využívána bývalá tramvajová a trolejbusová vozovna v Košířích. 10. října 1991 nabylo právní moci územní rozhodnutí městské části Praha 5 o výstavbě první tratě, měnírny a vozovny. Výstavba dalších tratí měla proběhnout do roku 1995, celkové investice byly vyčísleny na 289,3 milionu Kčs a po dokončení měly v tomto prostoru jezdit čtyři trolejbusové linky obsluhované 39 sólo a 51 článkovými trolejbusy.
Na konci roku 1990 se objevily také plány na trolejbusovou trať Skalka – Horní Měcholupy – Petrovice, na které měla od roku 1992 jezdit jedna linka. 21 článkových trolejbusů, které ji měly obsluhovat, mělo být deponováno v Ústředních dílnách DP. 
V rámci příprav na (znovu)zavedení trolejbusové dopravy roce 1991 byl v DP vytvořen odštěpný závod „Opravny MHD a Trolejbusy“, který se zabýval projekty navržených tratí. Tehdejší generální ředitel DPHMP Vavřinec Bodenlos dokonce stanovil termín 23. 12. 1991 jako den zprovoznění linky Anděl–Jinonice. Souběžně s tím vznikl v ČKD Tatra Smíchov projekt trolejbusu Tatra Tr831: do karosérie z prototypu Škoda 17Tr zamontovali pracovníci DPHMP v dílnách v Hostivaři elektrickou výzbroj ČKD TV10 s asynchronním pohonem. Jenže 18. listopadu 1991 rozhodl nový generální ředitel DPHMP Hašek o pozastavení veškerých přípravných prací. 
K 31. prosinci 1991 tak byly veškeré jednotky týkající se trolejbusů zrušeny, odštěpný závod přejmenován na „Opravny MHD“ a během první poloviny roku 1992 byly zastaveny i přípravy všech tratí. Funkční vzorek trolejbusu Tatra, postavený v dílnách DPHMP, byl sice ještě v roce 1993 oživen a bez cestujících zkoušen v Brně a Hradci Králové, ale v roce 1996 ho odkoupil Dopravní podnik Ostrava a později ho přestavěl za pomoci výzbroje z trolejbusu Škoda 14Tr do provozovatelné podoby. V letech 1998–2006 tak tento vůz jezdil v běžném provozu, potom byl renovován a stal se součástí sbírky historických vozidel DPO.

## Moderní provoz (od roku 2017)

### Parciální provoz

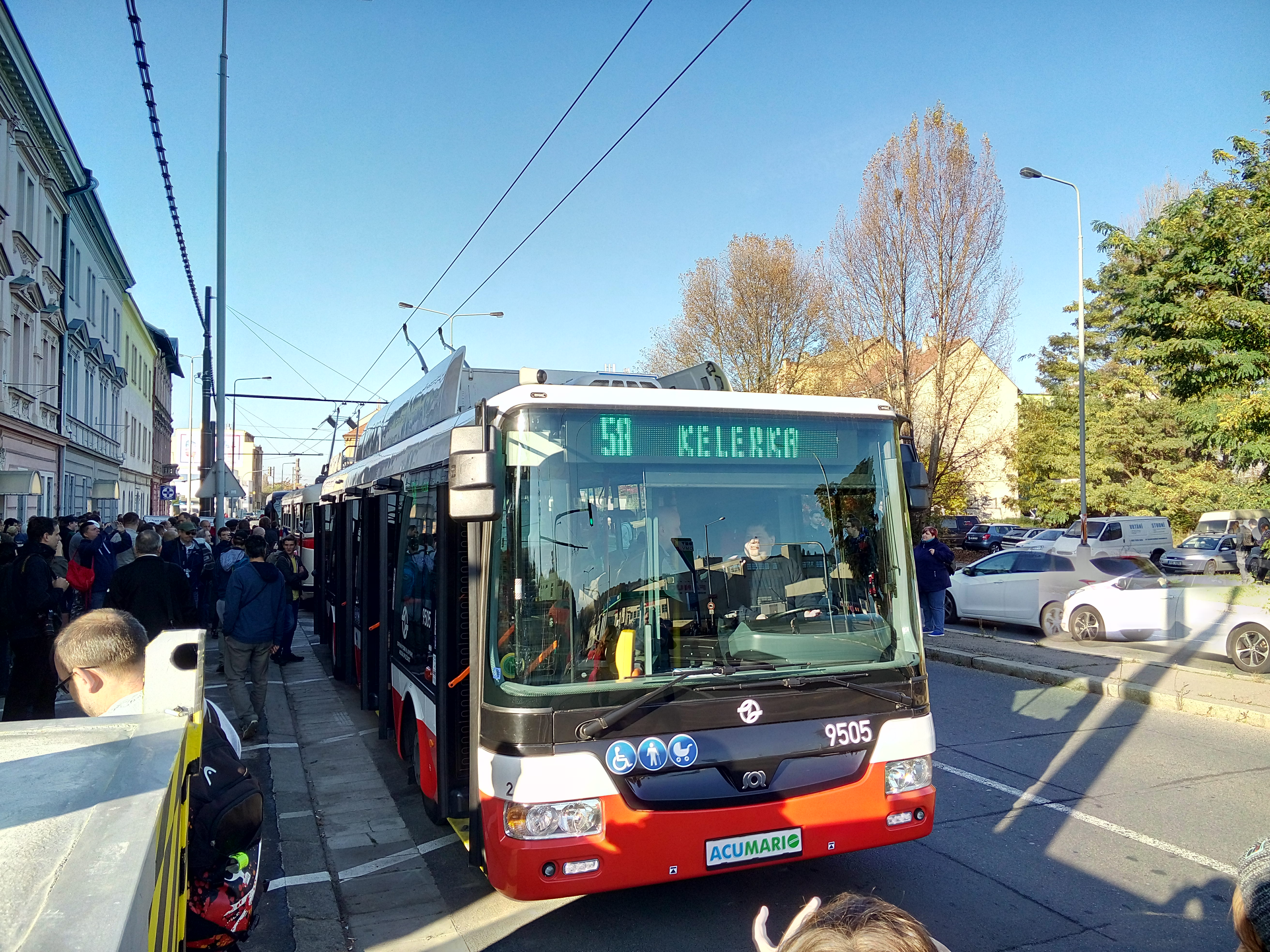
Trolejbus SOR TNB 12 při slavnostním zahájení zkušebního provozu

Dne 15. října 2017 byl přesně po 45 letech od ukončení provozu trolejbusů na území hlavního města Prahy slavnostně zahájen zkušební provoz jeden kilometr dlouhé trolejbusové tratě v Prosecké ulici. Na rozdíl od původního konceptu trolejbusové dopravy se v tomto případě obsluhující linka nespoléhá v celé délce na trolejovou síť, ale většinu trasy zdolává na baterie. Trolejové vedení je tak pouze jakousi pomůckou v prudkém stoupání a slouží zde jednak k samotnému pohonu trolejbusu, dále k dobíjení baterií pro další jízdu a v zimním období také pro ohřev zásobníku s vodou, jež slouží pro vytápění vnitřního salonu vozidla. Vozidla tak fungují v rámci režimu dynamicky nabíjeného elektrobusu. Z právních důvodů je trolejbusovou tratí i úsek bez trolejového vedení a zastávky v celé trase linky jsou označeny jako sdružené pro autobus a trolejbus.

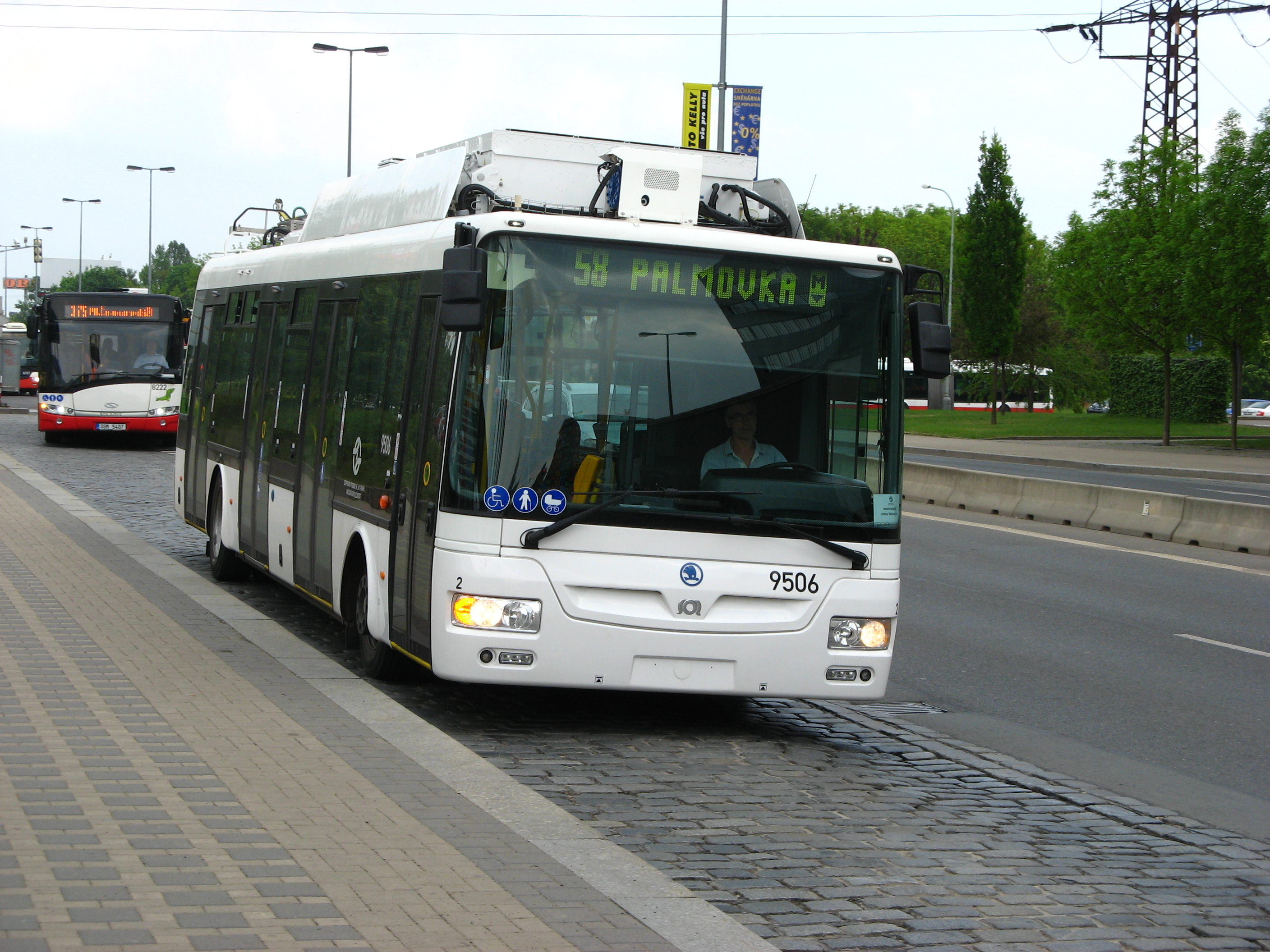
Trolejbus Škoda 30Tr ve zkušebním provozu v zastávce Prosek

Zpočátku zde jezdil výrobcem zapůjčený parciální trolejbus SOR TNB 12 ve zkušebním provozu bez cestujících. Provoz trati v testovacím režimu byl povolen Drážním úřadem do konce října 2018. Vyhodnocení provozu trolejbusu mělo proběhnout na jaře 2018 a v případě úspěchu chtěl Dopravní podnik hl. m. Prahy v plánu plně pokrýt linku 140. Podnik zároveň uvedl, že poté bude možné uvažovat o dalších podobných úsecích na území Prahy.
Trolejbusová trať byla napájena kontejnerovou měnírnou v dolní části trolejbusové trati.
Při příležitosti zahájení zkušebního provozu uspořádal Dopravní podnik hl. m. Prahy (DPP) dne 15. října 2017 veřejnou akci, na které projekt prezentoval. Kromě vozu SOR TNB 12 se akce zúčastnil i nový elektrobus SOR ENS 12 a také historický trolejbus Muzea městské hromadné dopravy Tatra 400 č. 431, který při své mimořádné jízdě pro Kroužek přátel MHD v noci z 15. na 16. října 1972 ukončil provoz pražských trolejbusů. Přítomen zde byl také řidič Ota Drozd, jenž při této poslední jízdě vůz řídil.
Ve dnech 21.–23. listopadu 2017 uspořádal DPP na lince 58 Palmovka – Letňany bezplatné prezentační jízdy s cestujícími, které byly zopakovány také v prosinci 2017 a poté průběžně v roce 2018. V dubnu 2018 byl dodán druhý zkušební trolejbus Škoda 30Tr, zapůjčený výrobcem Škoda Electric, který získal číslo 9506. Od poloviny května probíhal zkušební provoz denně do odvolání. Ve druhé polovině května 2018 byl odstaven první trolejbus SOR TNB 12, jenž byl vrácen výrobci.
Zkušební provoz byl ukončen koncem června 2018 a od 1. července 2018 byla zprovozněna řádná trolejbusová linka č. 58 z Palmovky do Letňan, která byla nadále obsluhovaná jediným vozem typu 30Tr. Dopravní podnik sice zpočátku prezentoval událost jako provoz elektrobusu s dynamickým dobíjením, podle výrobce ale šlo o parciální trolejbus a licenčně se také jednalo o trolejbusovou linku. Od 27. března 2019 byl na linku 58 zkušebně nasazen kloubový parciální trolejbus Škoda 27Tr zapůjčený z Plzně. V Praze byl testován tři týdny. Šlo o vůbec první kloubový trolejbus v Praze. Poprvé také byly na linku 58 nasazeny dva vozy.
Od 25. září 2019 byl na linku 58 zkušebně nasazován trolejbus Ekova Electron 12T, zapůjčený od výrobce – ostravské společnosti Ekova Electric. Původně byla zápůjčka plánována na jeden měsíc, později byla ale prodloužena až března 2020. Vůz Electron 12T byl v Praze naposledy v provozu 19. března 2020, od následujícího dne byla linka 58 dočasně mimo provoz. Kvůli plánované opravě ulice Prosecké, i vzhledem k nižší přepravní poptávce kvůli pandemii covidu-19, neplánoval DPP v březnu 2020 pro linku č. 58 pronájem dalšího trolejbusu. Připravovány však byly zakázky na pořízení velkokapacitních trolejbusů na letiště Václava Havla a trolejbusů pro další linky. Radou města byla schválena elektrifikace autobusových linek č. 131, 140 a 191. V dubnu 2020 zakoupil DPP od Plzeňských městských dopravních podniků jeden ojetý trolejbus Škoda 24Tr s pomocným dieselagregátem. Jednalo se o první nákup trolejbusu pražským DP od roku 1960. Vůz byl určen především pro služební účely (výcvik řidičů a servisního personálu), nicméně DPP jej od 15. srpna 2020 nasadil i do běžného provozu na lince 58, která byla od té doby v provozu pouze omezeně, každou sobotu odpoledne. Kvůli rekonstrukci kanalizace v Prosecké ulici byl provoz trolejbusové linky od 21. února 2021 dočasně přerušen. Stavba byla dokončena na podzim 2021, linka 58 ale zůstala i nadále mimo provoz.

### Plnohodnotný trolejbusový provoz

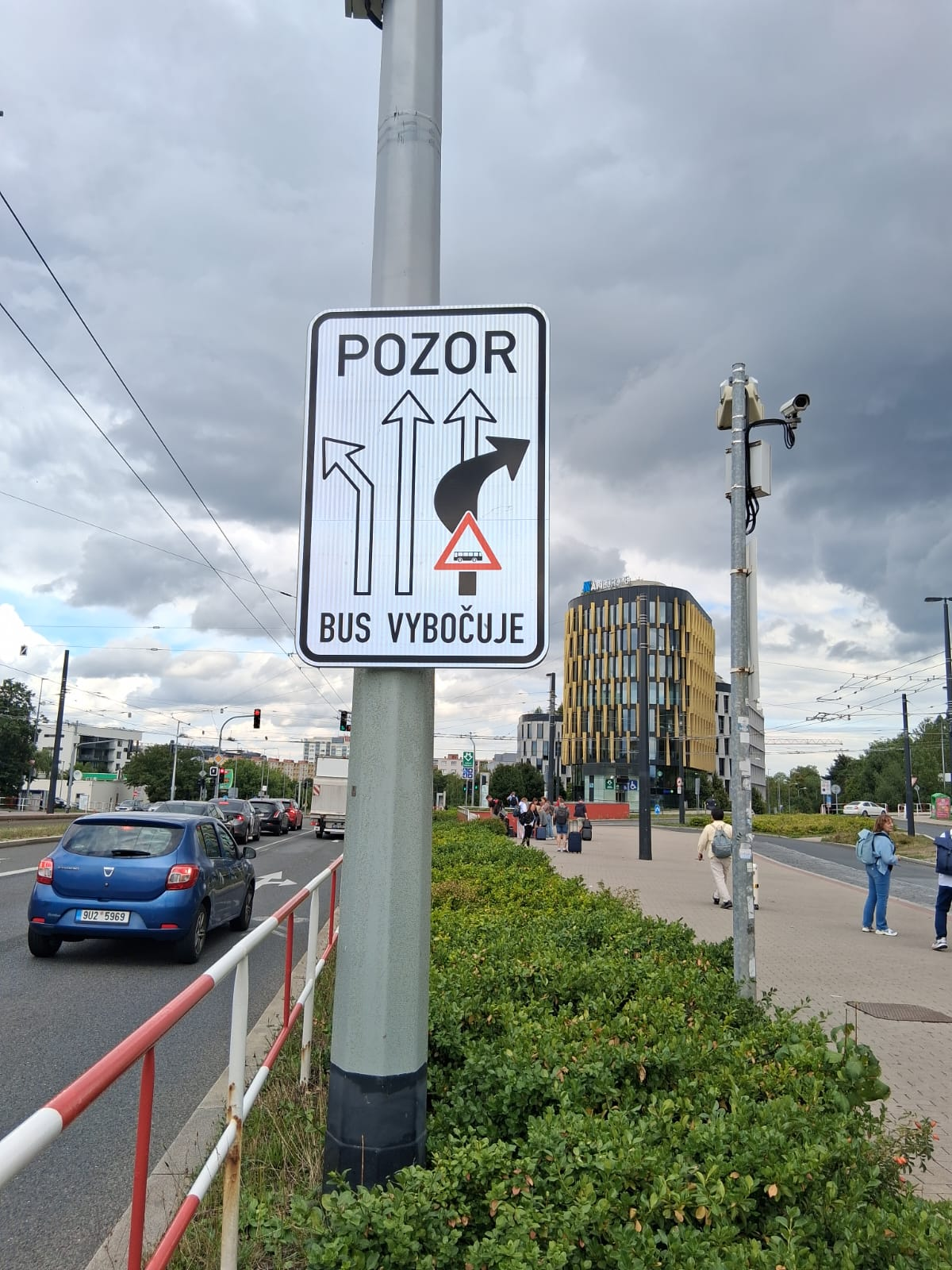
Dopravní značka na Evropské třídě před Nádražím Veleslavín

Dne 10. ledna 2022 byla zahájena stavba trolejbusové trati z Palmovky do Miškovic, pro kterou bylo stanoveno pokrytí trolejovým vedením přibližně z 50 %, a to v úsecích Palmovka – Prosecká (využívající existující zkušební úsek z roku 2017 a napájený novou kontejnerovou měnírnou v Libni) a Letňany – Obchodní centrum Čakovice (novostavba, dokončená v říjnu 2022 a napájená zrekonstruovanou původní měnírnou v Letňanech). Letňanská měnírna navíc umožňuje přepnout napájecí napětí z 750 V na 600 V, což spolu se smyčkami na obou koncích umožňuje v tomto úseku i příležitostný provoz historických vozidel. Pro deponování trolejbusů byly zvoleny garáže Klíčov, kde vzniklo 18 stop pro nabíjení akumulátorů parciálních trolejbusů.
Trolejbusová linka 58 Palmovka – Letňany – Čakovice – Miškovice zahájila zkušební provoz 15. října 2022, v den padesátého výročí ukončení provozu pražských trolejbusů. Linka byla zkušebně provozována pouze o víkendech a obsluhovalo ji vozidlo Škoda 30Tr zapůjčené z Hradce Králové.
Po plnohodnotném dokončení trati trolejbusová linka 58 od 1. února 2024 zcela nahradila autobusovou linku 140, během prvních týdnů ovšem ještě ve smíšeném provozu, při kterém byly během špiček a večerního provozu i výpadků trolejbusů kvůli závadám zapojeny také naftové autobusy. Oproti autobusové lince 140 došlo k přemístění některých zastávek a k přidání zastávky Libeňský zámek ve směru na Prosek. Denní provoz na lince zajišťuje 15 parciálních kloubových trolejbusů. Výběrové řízení na jejich dodání vyhrál SOR Libchavy s vozy SOR TNS 18, s elektrickou výzbrojí od firmy Cegelec.
Kromě toho v únoru 2022 zveřejnil dopravní podnik vítěze soutěže na dodávku tříčlánkových trolejbusů pro linku na letiště Václava Havla. Celkem 20 vozidel Škoda-Solaris 24m dodalo sdružení firem Škoda Electric, Solaris Bus & Coach a Solaris Czech. Zkušební provoz těchto trolejbusů začal v prosinci 2023 na lince 58 úseku Palmovka–Trutnovská. Provoz nové trolejbusové linky 59 ze zastávky Nádraží Veleslavín k letišti, která nahradila stávající autobusovou linku 119, byl zahájen 6. března 2024. Vozy jsou vypravovány z garáží Řepy, kde bylo vybudováno zázemí. Na podzim 2024 byly trolejbusy nasazovány také na školní linku 275 v úseku Sídliště Čakovice – Náměstí Jiřího Berana, přičemž spoje zajišťované trolejbusy byly v CIS JŘ evidovány jako linka 199275 a spoje zajišťované autobusy jako linka 100275. Provoz trolejbusů na této lince byl však koncem roku 2024 ukončen a linka 199275 zrušena.[zdroj⁠?!]
Soutěž na dodávku až 70 parciálních trolejbusů (pouze rámcová smlouva) o délce 12 metrů vyhrála v říjnu 2023 turecká společnost Bozankaya. Vozy mají obsluhovat stávající autobusové linky 131, 137, 176, 191 a 201, deponovány mají na garážích Řepy, pro linku 201 na Klíčově. Výzbroj měly mít od společnosti Cegelec, která byla později zaměněna za výzbroj od polské firmy Medcom. Škoda Electric výsledek této soutěže v prosinci 2023 napadla u Úřadu pro ochranu hospodářské soutěže (ÚOHS) kvůli údajně nerealistickému termínu dodávky a nedovolené údajné státní podpoře. V únoru 2024 však ÚOHS výběr vítěze potvrdil a v dubnu 2024 předseda ÚOHS následně podaný rozklad rovněž zamítl. Rámcová dohoda byla nakonec uzavřena v lednu 2025. Následující měsíc objednal pražský dopravní podnik prvních sedm trolejbusů Bozankaya SNG 12T pro budoucí trolejbusovou linku 52. Zbývající vozy pro tuto linku mají být zajištěny společností SOR Libchavy ve formě naturálního plnění za penále za pozdní dodání vozů SOR TNS 18, a to v podobě čtveřice již vyrobených trolejbusů SOR TNS 12 z neodebrané zakázky pro Zlín a Otrokovice.

### Linkové vedení
- 58 Palmovka – Čakovice – Miškovice
- 59 Nádraží Veleslavín – Letiště

### Vozový park

#### Zkušební provoz

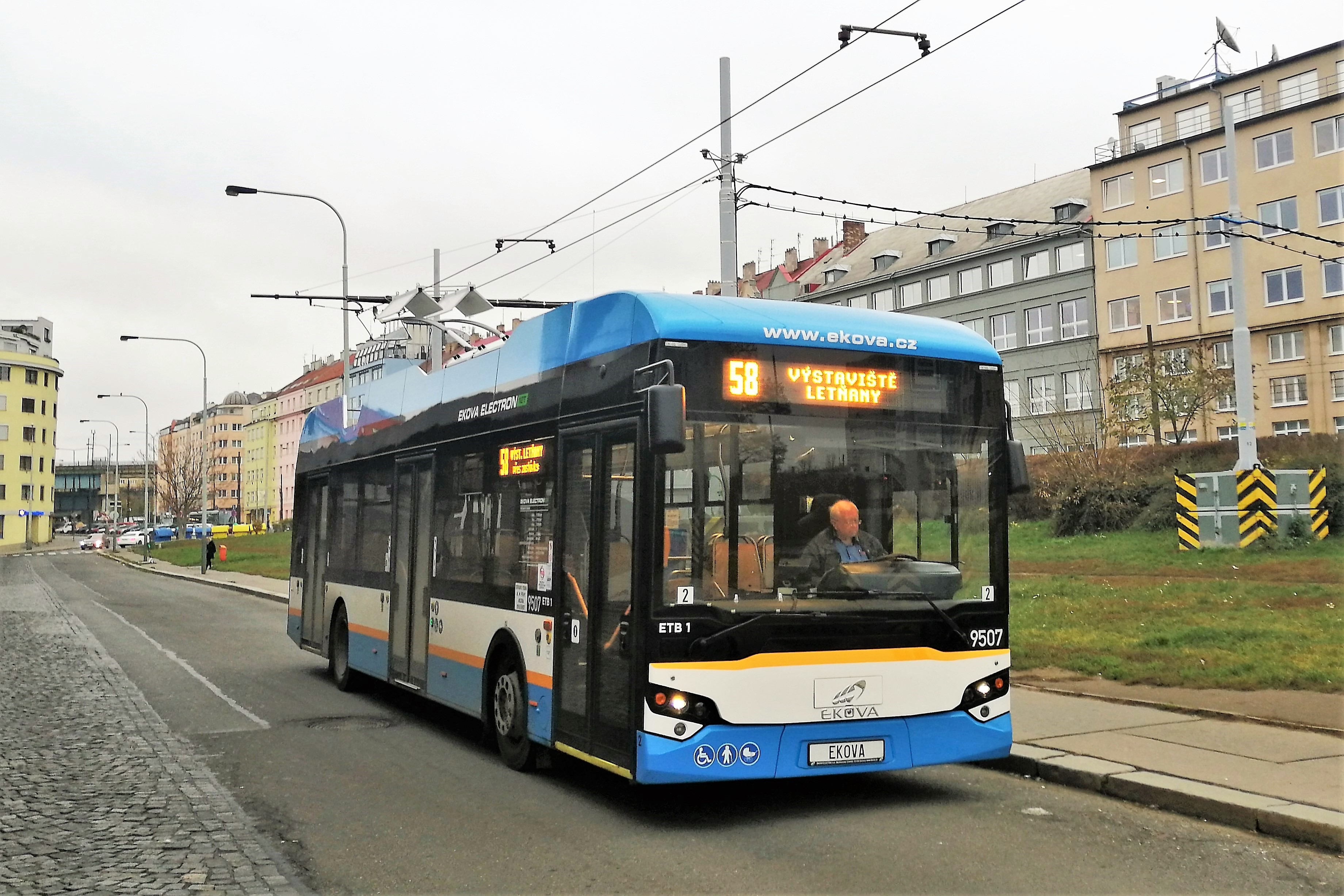
Trolejbus Ekova Electron 12T v nabíjecí stanici na obratišti Palmovka

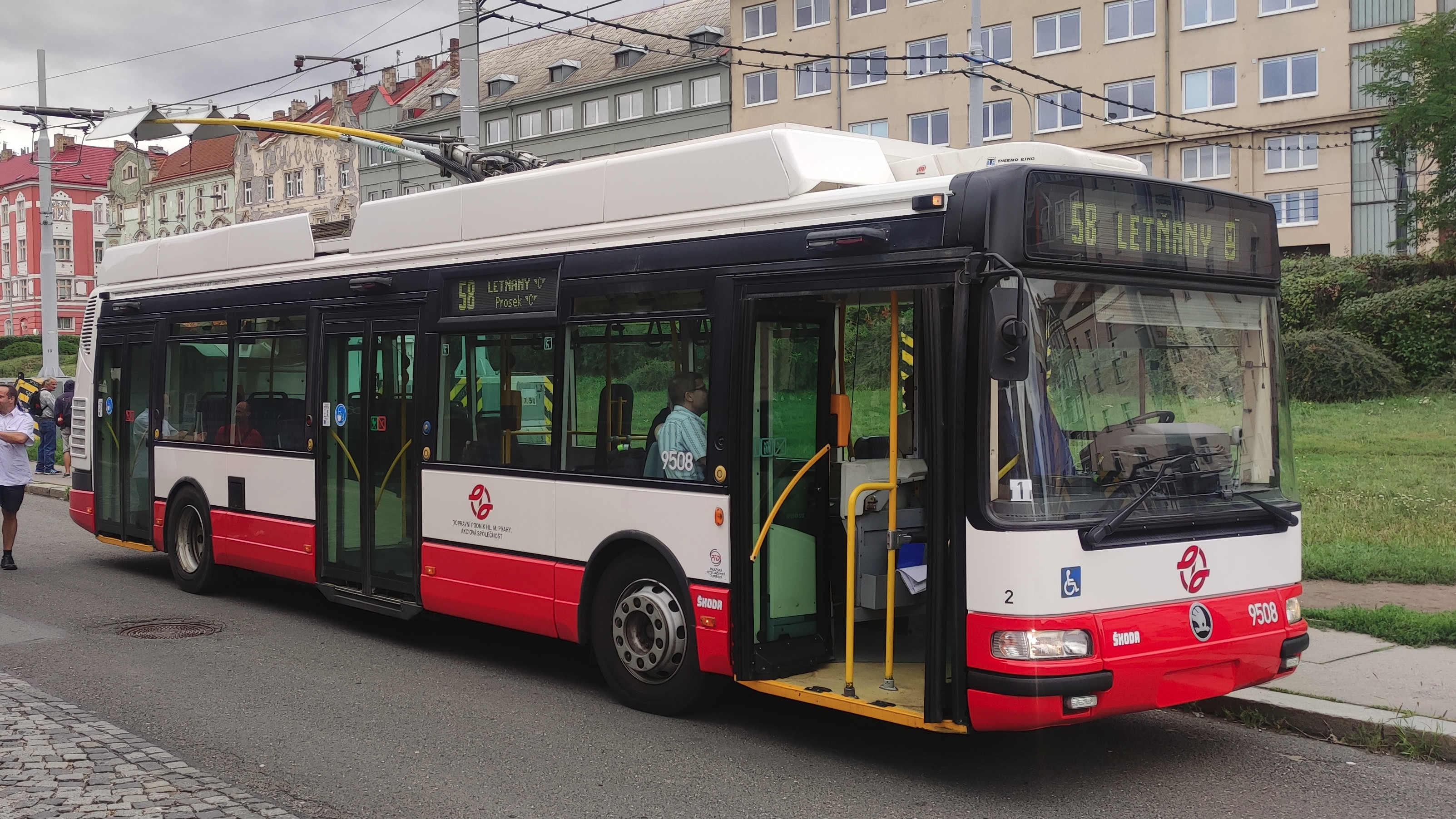
Škoda 24Tr ve stanici Palmovka

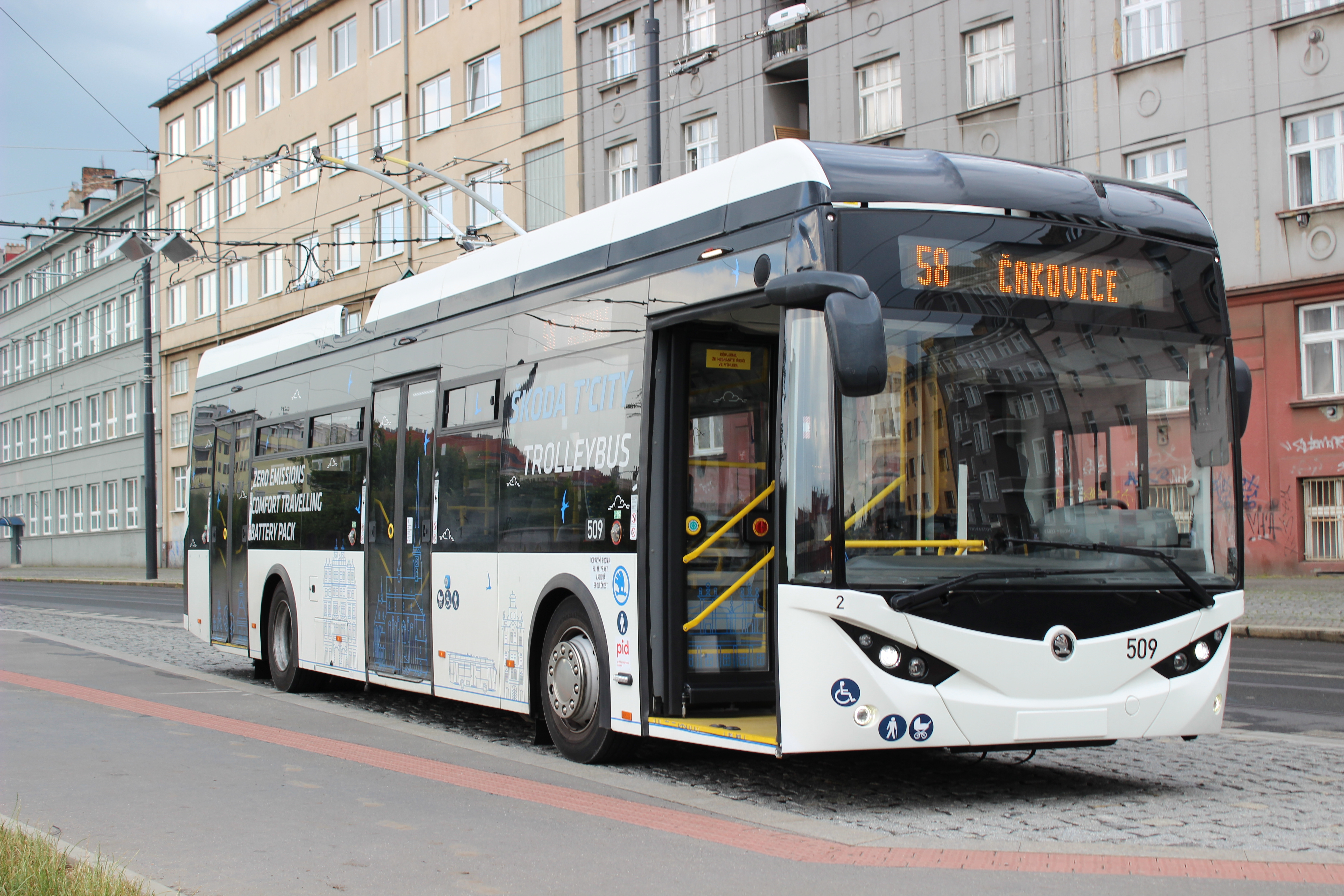
Škoda 36Tr ve stanici Palmovka

- SOR TNB 12 („AcuMario“; prototyp) – Na podzim roku 2017 byl společností SOR Libchavy zapůjčen DPP parciální trolejbus SOR TNB 12, který byl označen ev. č. 9505. Ten měl ověřit vlastnosti bateriového trolejbusu v pražských podmínkách a ověřit proveditelnost rozšíření tohoto konceptu přepravy v Praze. Jeho hlavní výhodou bylo, že pro svůj provoz nepotřeboval 100% pokrytí linky trolejbusovým vedením, čímž bylo možné ušetřit investice na stavbě infrastruktury, a zároveň netrpěl neduhy čistě bateriových vozidel, kde přítomné baterie musejí být velké a početné, což je činí těžkými a vytěžují tak spotřebu vozidla mnohem více. Jeho zkušební provoz byl ukončen v květnu 2018, následně byl vrácen výrobci.[23]
- Škoda 30Tr – V dubnu 2018 byl DPP pronajat od Škody Electric trolejbus 30Tr (ev. č. 9506), první tohoto typu s trakčními bateriemi. Doba zápůjčky byla dohodnuta na jeden rok, s možností prodloužení o další rok.[51][52] V dubnu 2019 byl pronájem prodloužen o půl roku s případnou opcí.[53] Zápůjčka byla ukončena 28. listopadu 2019 po skončení veletrhu CZECHBUS a vůz byl předán do Hradce Králové.[54] Stejný vůz byl od Dopravního podniku města Hradce Králové v říjnu 2022 opět zapůjčen do Prahy. Se stejným evidenčním číslem, jako při minulé zápůjčce, se dne 15. října účastnil zahájení zkušebního provozu trolejbusové tratě Letňany–Čakovice. Tento vůz rovněž zajišťoval víkendový zkušební provoz linky 58.[55][56] Pronájem vozu byl ukončen 21. prosince 2022.[57][55]
- Škoda 27Tr – Kloubový trolejbus s bateriemi, zapůjčený v březnu a dubnu 2019 přes Škodu Electric od Plzeňských městských dopravních podniků (PMDP). V Praze byl zkoušen tři týdny pod evidenčním číslem 9000.[26]
- Ekova Electron 12T – Prototyp parciálního trolejbusu zapůjčen od výrobce Ekova Electric od září 2019 do března 2020 (ev. č. 9507).[29] Tento vůz se měl do Prahy vrátit v roce 2022, avšak po dlouhém odstavení na otevřeném prostranství i s ohledem na atypické náhradní díly nebylo možné vůz uvést do provozního stavu.[57]
- Škoda 24Tr – Jeden ojetý vůz (ev. č. 9508, rok výroby 2005) s pomocným dieselagregátem zakoupený převážně pro služební účely v dubnu 2020 od Plzeňských městských dopravních podniků (původní ev. č. 500).[32] Od srpna 2020 do května 2023 byl též omezeně v provozu na lince 58.[34][58]
- Škoda 36Tr – Vzhledem k nemožnosti dalšího provozu prototypu Electron 12T a ukončení smlouvy na pronájem hradeckého vozu 30Tr došlo počátkem roku 2023 k uzavření smlouvy na pronájem prototypu Škoda 36Tr. Až do dodání objednaných vozů TNS 18 zajišťoval tento trolejbus provoz linky 58 a sloužil k zácviku řidičů.[57]

Na slavnostní zahájení zkušebního provozu trolejbusové tratě Letňany–Čakovice dne 15. října 2022 byly kromě pražských trolejbusů Praga TOT, Tatra T 400/III, Škoda 8Tr, Škoda 24Tr a dlouhodobě pronajatého vozu Škoda 30Tr zapůjčeny trolejbusy Škoda 9TrHT a Škoda 14Tr od Dopravního podniku města Pardubic, Škoda 21TrACI od Muzea dopravy ve Strašicích a předváděcí vůz SOR TNS 12.

#### Pravidelný provoz
- Škoda 24Tr – Vůz ev. č. 9508 pro služební účely s pomocným dieselagregátem zakoupený v roce 2020 od Plzeňských městských dopravních podniků.[32] Od srpna 2020 do května 2023 byl též omezeně v provozu na lince 58.[34][58]
- SOR TNS 18 – Kloubové bateriové trolejbusy, které v počtu 15 kusů (ev. č. 101–115) obsluhují linku 58 (Palmovka – Čakovice – Miškovice).[41] Od října 2023 jezdil vůz s ev. č. 112 na lince 58 ve zkušebním provozu s cestujícími.[59] Homologace byla s výhradami ukončena v prosinci 2023. Linka 58, na níž jsou nasazovány od 1. února 2024, zcela nahradila autobusovou linku 140. Vzhledem k poruchám trolejbusů však byly na linku 58 v prvních týdnech nasazovány i autobusy.[60]
- Škoda-Solaris 24m – Kloubové tříčlánkové bateriové trolejbusy délce 24 metrů, které v počtu 20 kusů (ev. č. 401–420) zajišťují provoz na lince 59 (Nádraží Veleslavín – Letiště).[42] Zkušební provoz začal 30. listopadu 2023 na trati z Palmovky,[61] koncem ledna 2024 proběhly první zkušební jízdy trati na letiště.[62] Pravidelný provoz na lince 59 začal 6. března 2024.[63]
- Škoda 36Tr – Testovací vůz č. 509, dlouhodobě pronajatý od začátku roku 2023, byl koncem roku 2024 odkoupen pražským dopravním podnikem. Využíván je jako služební ke cvičným jízdám.[64]

#### Přehledová tabulka
V pražské trolejbusové síti jsou v běžném osobním provozu následující typy vozidel:
| Snímek | Typ               | Modifikace a podtypy | Dodávky v letech (celkové dodávky) | Počet (k 2. 1. 2025) |
| ------ | ----------------- | -------------------- | ---------------------------------- | -------------------- |
|        | SOR TNS 18        | SOR TNS 18           | 2023–2024 (2023–2024)              | 15                   |
|        | Škoda-Solaris 24m | Škoda-Solaris 24m    | 2023–2024 (2023–2024)              | 20                   |

### Vozovny a garáže
- Garáže Klíčov: Od let 2017/2018 zde byly garážovány zkušební vozy SOR TNB 12 a Škoda 30Tr. Od roku 2020 je zde garážován první trolejbus ve vlastnictví DPP od obnovení provozu – Škoda 24Tr. Od roku 2023 zde jsou deponovány vozy Škoda 36Tr a SOR TNS 18.
- Garáže Řepy: Od roku 2024 zde jsou deponovány vozy Škoda-Solaris 24m.